# Forsvarsforliget 1909
Forsvarsforliget den 18. oktober 1909 betød ændringer af organiseringen af Danmarks militær samt oprettelsen af mange nye anlæg. Forliget udmundede i Hærloven af 1909, allerede vedtaget den 30. september.
Københavns Befæstning, særligt Landbefæstningen, havde været et centrale stridspunkt i kampen mellem Venstre og Højre i anden halvdel af 1800-tallet. Konseilspræsident J.B.S. Estrup førte sin forsvarspolitik igennem via provisoriske finanslove, med krigsminister J.J. Bahnson som den udøvede kraft, indtil forliget i 1894, der stoppede udbygningen af Landbefæstningen. I 1901 blev parlamentarismen indført. Krigsminister V.H.O. Madsen måtte i 1905 gå af sammen med hele Ministeriet Deuntzer, da han skjult havde udbygget Landbefæstningen med de såkaldte fredskrudtmagasiner.
I løbet af 1909 fik forsvarsminister J.C. Christensen gennemført et kompromis mellem Højre og Venstre, således at man bibeholdt landbefæstningen, men at søbefæstningen blev styrket på steder, hvor landsætninger kunne true hovedstaden. Således bl.a. mellem Roskilde Fjord og Køge Bugt ved Mosede, hvor havdybden tillader relativt store skibe at gå tæt på kysten. Landbefæstningen skulle nedlægges i 1922 (det skete reelt to år før). Mange nye søforter blev anlagt, og udbygningen blev sat op i gear ved udbruddet af 1. verdenskrig i 1914. Følgende anlæg blev etableret:
- Borgsted Batteri (1917)
- Dragør Fort (1910-15)
- Flakfortet (1909-13)
- Hårbølle Batteri (1914-15)
- Kongelundsfortet (1914-16)
- Lynæsfortet (1914-16)
- Masnedøfortet (1912-15)
- Mosede Fort (1913-16)
- Spodsbjerg Batteri (1917)
- Tunestillingen (1914-18)
- Taarbæk Fort (1913-15)

Forliget foreskrev, "at de i København garnisonerede Infanteriafdelinger skulle flyttes til Øvelsesområder uden for Byen", hvilket medførte et omfattende kasernebyggeri, især på Sjælland:
- Avedørelejren (1911-13)
- Holbæk Kaserne (1909-13)
- Høvelte Kaserne (1910-12)
- Ringsted Kaserne (1913-14)
- Sandholmlejren (1909-12)
- Slagelse Kaserne (1912-13)
- Vordingborg Kaserne (1909-14)
- Værløselejren (1910-12, senere flyvestation)

I dag er mange af disse kaserner nedlagte som følge af senere forsvarsforlig.
Som følge af forliget blev bl.a. Kornetskolen samt Hærens Tekniske Korps, der skulle varetage vedligeholdelse af materiel, anskaffelse og produktion af materiel og ammunition og hærens logistik, oprettet. Korpset fik til huse på Ny Tøjhus i København, og dets leder blev generaltøjmester, generalmajor M.N. Nørresø.
Forliget betød også, at borgervæbningen i København blev nedlagt.
| Politik | Spire Denne artikel om politik og ideologi er en spire som bør udbygges. Du er velkommen til at hjælpe Wikipedia ved at udvide den. |

| Militær | Spire Denne artikel om militær er en spire som bør udbygges. Du er velkommen til at hjælpe Wikipedia ved at udvide den. |